# Jan Maas (Radsportler, 1996)
Jan Maas (* 19. Februar 1996 in Bergen op Zoom) ist ein niederländischer Radrennfahrer, der auf der Straße aktiv ist.

## Sportlicher Werdegang
Nach dem Wechsel in die U23 fuhr Maas sieben Jahre für verschiedene UCI Continental Teams, bevor er 2022 den Sprung in ein Profiteam schaffte. 2018 stand er bereits kurz davor, der Einsatz als Stagiaire für das Team Lotto NL-Jumbo führte jedoch zu keinem Folgevertrag. Voraussetzung für eine neue Chance war eine starke Saison 2021 mit dem Team Leopard Pro Cycling, in der er sich durch vordere Platzierungen in der Gesamtwertung kleinerer Rundfahrten empfahl, unter anderem als Vierter der Istrian Spring Trophy, Dritter der Tour de la Mirabelle und Fünfter der Oberösterreich-Rundfahrt. 
Seine erste Station als Profi hatte er beim UCI WorldTeam Jayco AlUla, mit dem er an der Vuelta a España 2023 teilnahm. Insgesamt blieb er in den drei Jahren bei Jayco AlUla ohne Top-10-Platzierung, so dass sein Vertrag nach der Saison 2024 nicht verlängert wurde. Zur Saison 2025 fand er mit Cofidis ein neues Team.

## Grand Tour-Platzierungen
| Grand Tour            | 2023 | 2024 |
| --------------------- | ---- | ---- |
| Giro d’ItaliaGiro     | –    | –    |
| Tour de FranceTour    | –    | –    |
| Vuelta a EspañaVuelta | 137  | –    |